# Asagena italica
Asagena italica es una especie de araña del género Asagena, familia Theridiidae, orden Araneae. La especie fue descrita científicamente por Knoflach en 1996.
La especie se mantiene activa durante los meses de enero, abril, mayo, junio, julio, agosto, septiembre y octubre.

## Descripción
Los machos miden 4,4-5,2 milímetros de longitud y las hembras 4,2-5 milímetros.

## Distribución
Se distribuye por Francia, Italia, Suiza y Argelia.